# Onil
Onil község Spanyolországban, Alicante tartományban. Lakosainak száma 7959 fő (2024). Onil Alcoy, Banyeres de Mariola, Biar, Castalla és Ibi községekkel határos.

## Népesség
A település lakosságának változását az alábbi diagram mutatja:
| Lakosok száma | 6874 | 7317 | 7466 | 7771 | 7753 | 7565 | 7494 | 7507 | 7569 | 7959 |
|               | 2001 | 2004 | 2006 | 2009 | 2011 | 2014 | 2016 | 2019 | 2021 | 2024 |